# Hemicordulia koomina
Hemicordulia koomina är en trollsländeart som beskrevs av Watson 1969. Hemicordulia koomina ingår i släktet Hemicordulia och familjen skimmertrollsländor. IUCN kategoriserar arten globalt som nära hotad. Inga underarter finns listade i Catalogue of Life.